# Hermetia illucens
Hermetia illucens (Linnaeus, 1758) è un insetto dittero della famiglia Stratiomyidae; la specie è originaria del continente americano, ove è conosciuta come black soldier fly ("mosca soldato nera"), ma ha attualmente una distribuzione cosmopolita.
Le larve di questo dittero si rinvengono frequentemente negli impianti di compostaggio e di smaltimento dei rifiuti, all'interno dei quali svolgono un utile ruolo nella riduzione della massa e del carico inquinante dei rifiuti stessi. Rivestono inoltre un ruolo significativo in entomologia forense.

## Descrizione

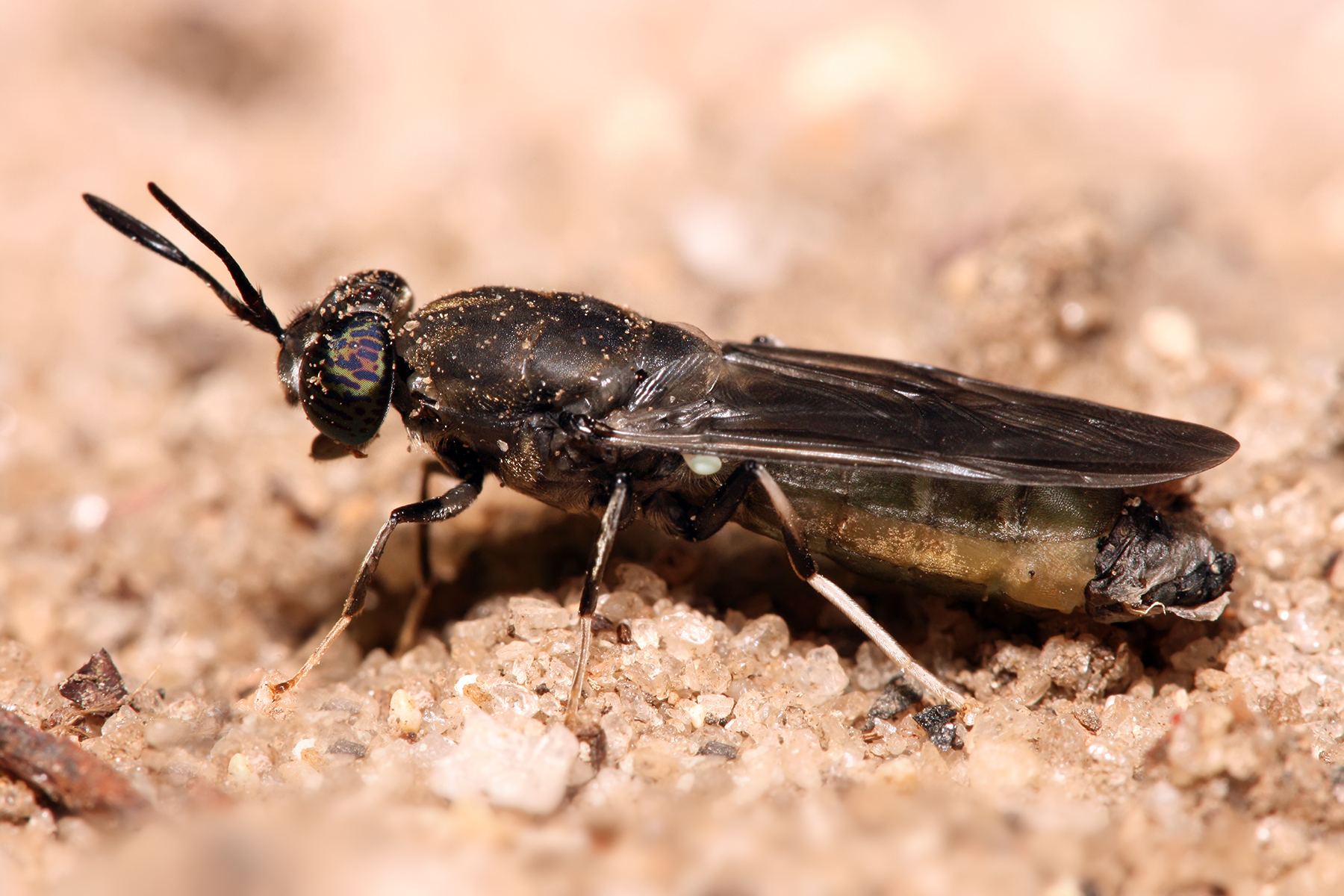
Esemplare adulto

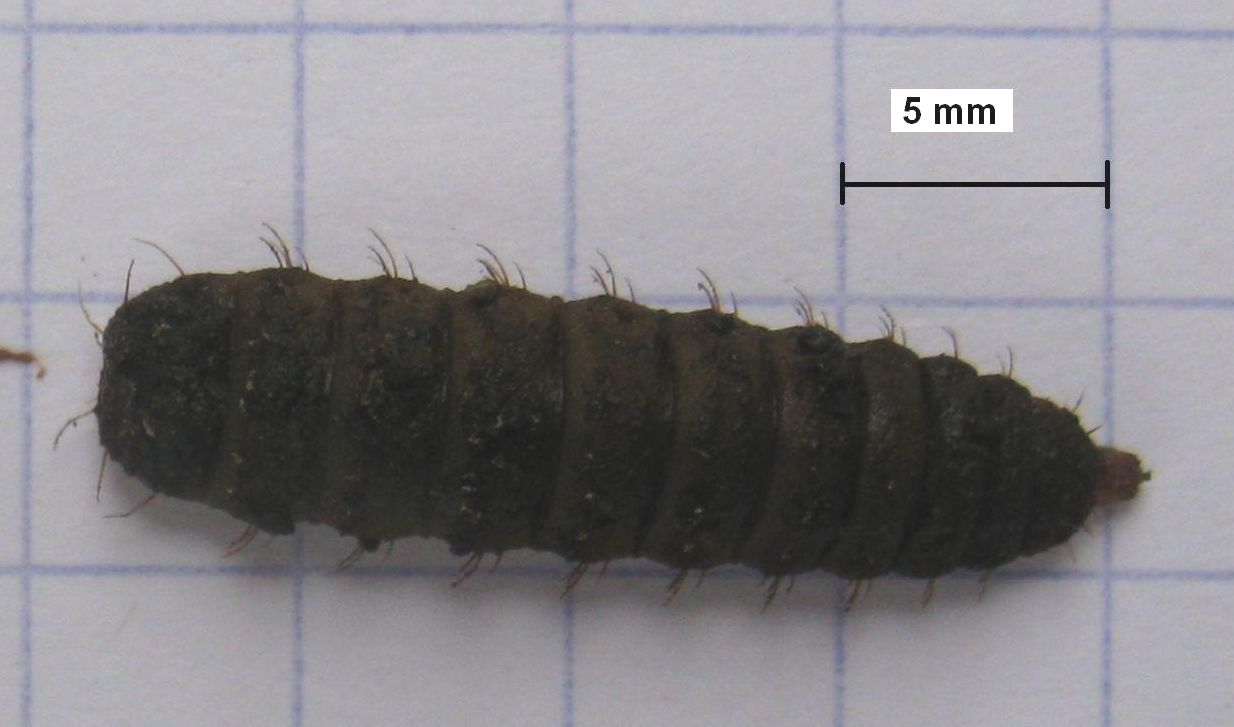
Larva al sesto stadio

### Adulto
È un dittero di medie dimensioni, con corpo lungo 15-20 mm, di colore prevalentemente nero, con riflessi metallici dal blu al verde sul torace e talora con estremità dell'addome rossastra. Il secondo tergite addominale presenta delle aree translucide, da cui deriva l'epiteto specifico. Il capo è largo, con occhi molto sviluppati. Le antenne sono lunghe circa il doppio della testa. Le zampe sono nere con tarsi biancastri. Le ali sono membranose, in fase di riposo ripiegate orizzontalmente sull'addome e sovrapposte.

### Uova
Le uova misurano circa 1 mm di lunghezza e sono di colore dal bianco crema al giallo pallido. La schiusa avviene in circa 4 giorni.

### Larva
La larva nei primi stadi è lunga 1,5–2 mm, apoda ed eucefala, con corpo cilindrico-fusiforme, marcatamente segmentato. Il tegumento è fortemente sclerotizzato con cuticola contenente inclusioni di carbonato di calcio con cristalli esagonali che formano una caratteristica microscultura.

### Pupa
La pupa si evolve all'interno dell'exuvia dell'ultimo stadio larvale, caratteristica comune a tutti gli Stratiomyomorpha.

## Biologia

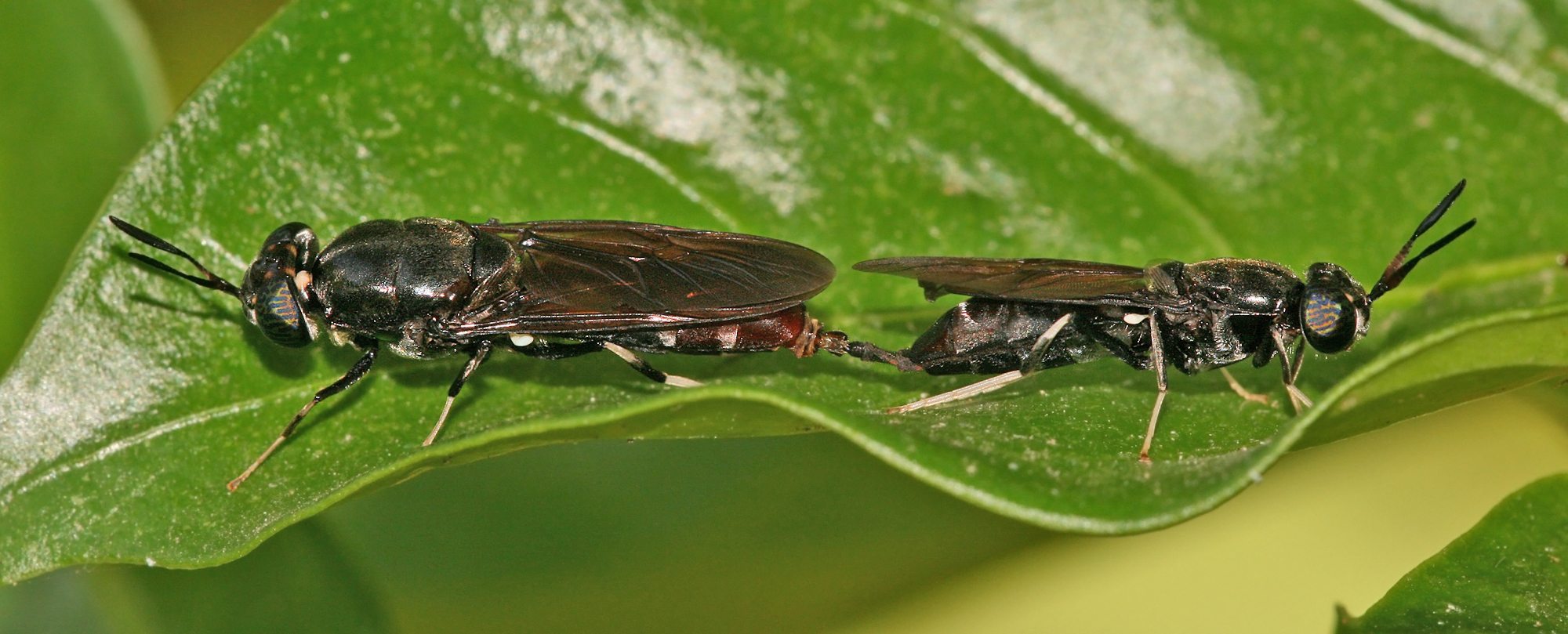
Adulti di H. illucens in accoppiamento.

Il regime dietetico delle larve è prevalentemente saprofago. Le larve si rinvengono in substrati organici in decomposizione, sia vegetali sia animali, negli escrementi, nei suoli umidi e nelle lettiere, nella corteccia degli alberi, ecc.
Lo sviluppo postembrionale passa attraverso 6 stadi. Al sesto stadio si osserva la riduzione delle parti boccali e la accentuazione delle inclusioni di carbonato di calcio sulla cuticola, che si indurisce formando una vera e propria custodia per l'impupamento.
Gli adulti non hanno necessità di nutrirsi mantenendosi esclusivamente con le sostanze nutritive accumulate durante lo stadio larvale, anche se è stato dimostrato che, fornendo loro acqua e cibo, è possibile aumentarne la longevità e le performance riproduttive. A differenza di altri ditteri saprofagi, gli adulti degli Stratiomidi non hanno rapporti con il substrato di crescita delle larve, fatta eccezione per la fase di ovideposizione.

## Distribuzione e habitat
Hermetia illucens è una specie di origine neotropicale ma negli ultimi decenni si è diffusa in tutti i continenti divenendo praticamente cosmopolita.
 
In Europa è segnalata nella penisola Iberica, nella Francia meridionale, in Italia, in Croazia, a Malta, nelle Isole Canarie e in Svizzera.

In Italia fu segnalata per la prima volta nella metà dello scorso secolo. Attualmente è diffusa in tutta la penisola e nelle isole maggiori, e sta soppiantando come degradatore sarco-saprofago i ditteri autoctoni con nicchie ecologiche affini. Questa sua rapida diffusione è spiegabile in base alle sue caratteristiche biologiche: H. illucens infatti è un vorace competitore e predatore di altri ditteri ed è inoltre in grado di inibire lo sviluppo di altre specie tramite allomoni. Questa specie inoltre non è attaccata da parassitoidi ed è estremamente resistente agli agenti chimici e agli insetticidi.

## Importanza
Come la gran parte degli Stratiomidi è un insetto ecologicamente utile in quanto interviene nel ciclo del carbonio nelle prime fasi della decomposizione della sostanza organica.
Le larve di questa specie sono saprofaghe e si rinvengono in svariati substrati organici in decomposizione, fra cui i rifiuti organici sottoposti a compostaggio, il letame, i liquami, i cadaveri dei vertebrati. La loro biologia è stata ampiamente studiata, per le implicazioni pratiche, e sono ben noti i tempi di sviluppo dei sei stadi larvali. Gli ambiti di applicazione sono differenti e alcuni di questi hanno, sia pure in prospettiva, importanza non trascurabile per i benefici che si potrebbero trarre sotto il punto di vista economico, ambientale, energetico.

### Trattamento dei rifiuti organici

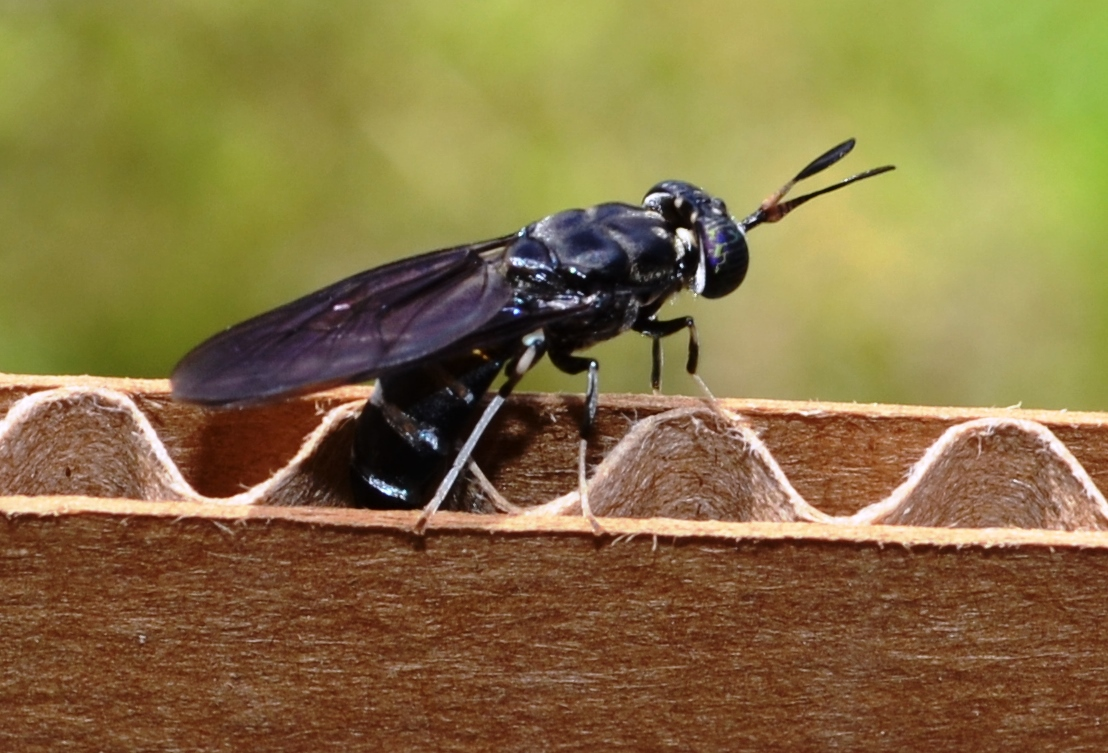
Hermetia illucens intenta a deporre le uova.

L'estrema voracità e il rapido ciclo di sviluppo delle larve di H. illucens possono essere sfruttati anche per lo smaltimento di rifiuti organici ad alto impatto ambientale, come ad esempio i liquami degli allevamenti zootecnici intensivi, i reflui dell'industria agroalimentare, i rifiuti solidi urbani. Negli ultimi anni, la ricerca pubblica e privata ha ideato sistemi di smaltimento e riciclaggio dei reflui e dei rifiuti solidi basati su biodigestori e impianti di compostaggio che sfruttano allevamenti dello stratiomide per ridurre il volume dei rifiuti a costi relativamente bassi. Partendo dalla ricerca effettuata sino ad oggi, puntando alla creazione di un sistema di trattamento dei rifiuti organici su larga scala, BIOCONVERSION ha sviluppato un bioreattore di tipo C.O.R.S. in grado di trattare qualsiasi tipo di rifiuto organico mediante l'utilizzo della fase larvale di H. illucens, anche in zone climatiche estreme.
I benefici derivanti da una tecnologia di trattamento basata sull'allevamento di H. illucens si possono riassumere nei seguenti punti:
- riduzione del volume dei rifiuti, mediamente stimato in un valore del 30-55% in due settimane, secondo le fonti più accreditate;
- abbattimento del carico inquinante dei rifiuti (in termini di azoto, fosforo, sostanza organica) e degli odori;
- facilità di recupero delle pupe grazie alla particolare etologia della specie;
- minore impatto sanitario rispetto ad altri sistemi di digestione basati sull'impiego di ditteri.

Le pupe recuperate e non reimpiegate nel digestore possono essere destinate a cicli produttivi esterni, come ad esempio la produzione di biocarburanti o di mangimi. Il materiale organico trattato può essere destinato all'impiego come fertilizzante e/o al trattamento per la produzione di biogas. La facilità di recupero delle pupe è un aspetto fondamentale, dal punto di vista tecnico-economico, in quanto non richiede l'impiego di tecnologie di separazione sofisticate. A differenza di altri ditteri, gli stratiomidi si separano spontaneamente dal substrato di crescita allo stadio di prepupa: la larva matura cessa di alimentarsi e passa allo stadio di prepupa migrante abbandonando il sito di crescita per impuparsi in un ambiente più favorevole.
Sono perciò sufficienti semplici sistemi di raccolta delle pupe; poiché la fase di pupa dura circa 10 giorni, il materiale può essere raccolto e destinato all'uso previsto prima dello sfarfallamento. Le possibili obiezioni all'uso di questi sistemi risiedono nella triste fama - associata ai ditteri sensu lato - quali insetti dannosi all'uomo direttamente, come i ditteri ematofagi, o indirettamente, come vettori di agenti patogeni quali ad esempio la mosca domestica, o semplicemente agenti di fastidio, come ad esempio i nematoceri che formano sciami danzanti. In realtà, le tecnologie basate sullo stratiomide presentano diversi vantaggi in virtù dell'etologia di questa specie: l'adulto non forma sciami, frequenta i substrati putrescenti solo per l'ovideposizione; rispetto ad altri ditteri è anche meno invasivo in quanto non ha l'abitudine di introdursi nelle abitazioni o altre costruzioni.
In definitiva, l'impatto igienico-sanitario è dunque virtualmente nullo se confrontato, ad esempio, con quello della mosca domestica. In letteratura sono citati casi di miasi intestinali in regioni tropicali provocate da larve di H. illucens, ma queste si verificano in circostanze estreme che presuppongono l'ingestione accidentale di larve in alimenti mal conservati. Va infine citato il beneficio derivante dalla competizione alimentare delle larve di H. illucens che, occupando la stessa nicchia ecologica dei ditteri saprofagi vettori di agenti patogeni, ne ostacola la proliferazione riducendone l'impatto igienico-sanitario.

### Entomologia forense
Le larve di H. illucens possono essere sfruttate in medicina legale come misuratore cronologico dello stato di decomposizione di un cadavere, al fine di stimare il momento in cui si è verificata la morte di un individuo e ricavare eventuali altre informazioni relative al luogo e alle circostanze del decesso.

### Energie alternative
Nel settore energetico, le larve di H. illucens possono essere sfruttate per la produzione di energia alternativa da biomassa. La tecnologia, messa a punto dalla società americana EcoSystem Corporation, prevede l'impiego delle larve come digestori su biomasse provenienti dagli scarti alimentari e l'estrazione delle riserve lipidiche dalle pupe per la produzione di olio additivo per biodiesel. Un impianto sarebbe in grado di fornire una produzione annua di quasi 1800 hl di olio per ogni ettaro di superficie bioreattiva investita, contro i 3,8 hl annui prodotti da una superficie coltivata a soia.